# ناحوم أولين
ناحوم أولين (بالإسبانية: Nahum Olin)‏ هو مهندس مكسيكي، ولد في 16 أغسطس 1957.